# Michael White (Psychotherapeut)
Michael White (* 29. Dezember 1948 in Adelaide; † 4. oder 5. April 2008 in San Diego, Kalifornien) war ein australischer Sozialarbeiter und Psychotherapeut. Er galt als Wegbereiter des narrativen Ansatzes in der systemischen Therapie.

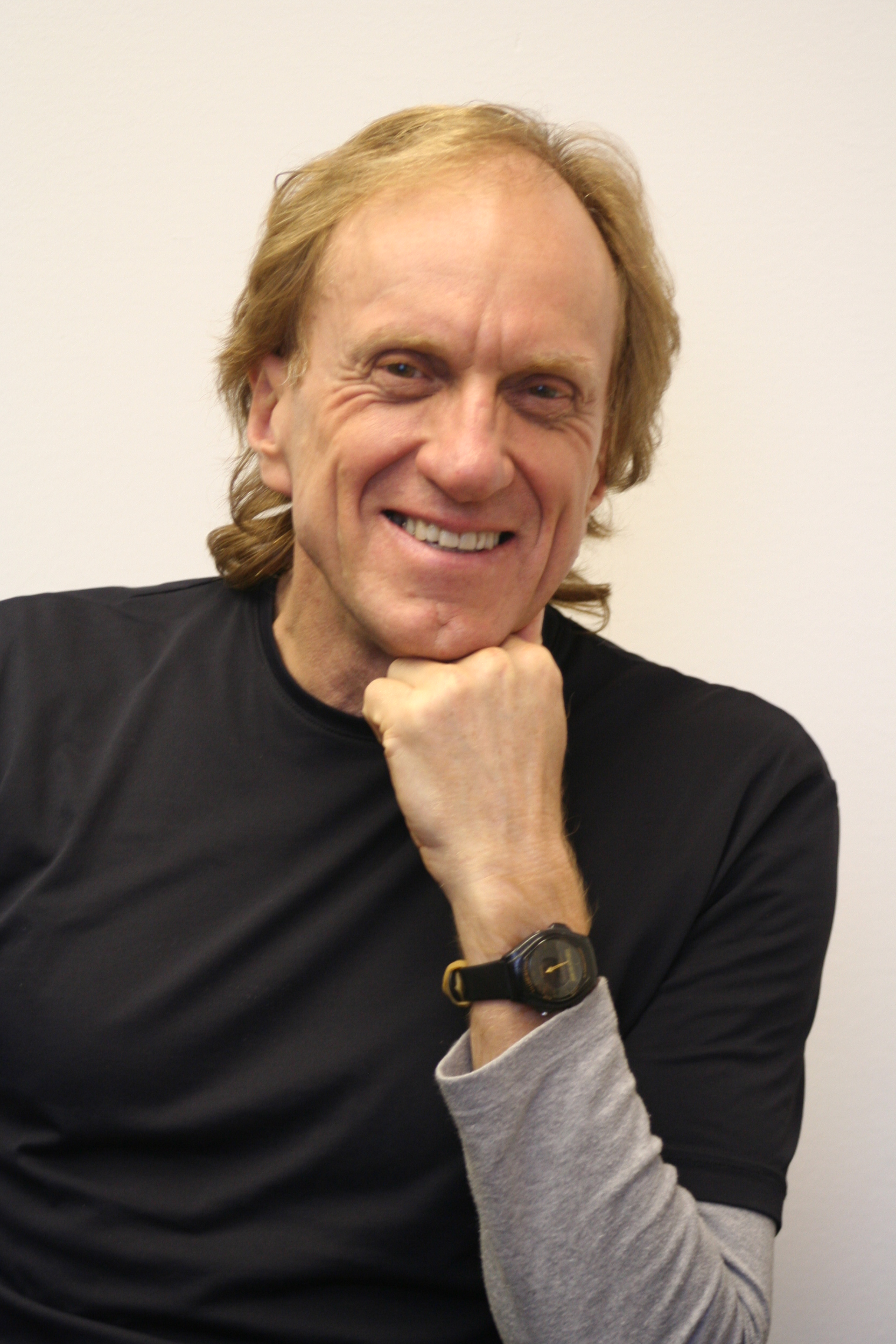
Michael White

## Leben
Nach ersten Erfahrungen in Kinderschutzarbeit und Bewährungshilfe begann Michael White 1973 im Kontext von Substanzgebrauch und Schizophrenie mit Gruppen und Familien zu arbeiten. Seine Arbeit wurde durch seine starke Gemeinwesenorientierung geprägt. 1980 wechselte er in die freie Praxis und entwickelte ein familientherapeutisches Ausbildungskonzept, ohne selbst eine psychotherapeutische Ausbildung genossen zu haben. 1983 gründete er – zusammen mit Cheryl White – das Dulwich Center in Adelaide, ein Zentrum für narrative Therapie, welches beide gemeinsam leiteten. White stand in akademischem Austausch mit seinem neuseeländischen Kollegen David Epston – mit ihm teilte er das Interesse an Kulturanthropologie, kritischer Philosophie und Sprachphilosophie. Epston und White haben zusammen mehrere Bücher verfasst.
In Whites Theoriekonzeption nahm der Begriff Erzählung eine zentrale Rolle ein. Erzählungen werden – in Anlehnung an den Konstruktivismus – als narrative Strukturen gesehen, die es Individuen und Systemen ermöglichen, einerseits Erfahrung und Wahrnehmung von Wirklichkeit, andererseits Handeln und Interaktion zu organisieren. Beeinflusst vom
Lösungsorientierten Ansatz Goolishians, de Shazers und Insoo Kim Bergs und den hypnotherapeutischen Zugängen von Stephen Gilligan, aber auch von Gregory Bateson und Michel Foucault entwickelte der australische Therapeut seinen eigenständigen Ansatz, hinterfragte die klassische Rollenverteilung in der Therapie und plädierte für Ko-Autorenschaft von Therapeut und Klient. Der einschränkenden Macht gesellschaftlicher Erwartungen und hierarchischer Strukturen setzte er die befreiende Wirkung des Narrativs entgegen und ermutigte seine Klienten zu neuen Lebens- und Lösungserzählungen. „Eine allseits akzeptierte Definition des Problems zu ermöglichen“ und „Probleme zu externalisieren“ sind die wichtigsten Devisen der narrativen Therapie. 
White referierte oft auf Kongressen und unterrichtete auch immer wieder in Nordamerika und Europa. Im April 2008 hielt Michael White in San Diego ein dreitägiges Seminar ab. Während eines Essens erlitt er einen schweren Herzinfarkt, an dessen Folgen er drei Tage später verstarb. Er war 59 Jahre alt.

## Schriften
- Literate Means to Therapeutic Ends. Gemeinsam mit David Epston. Adelaide: Dulwich Centre Publications, 1989
- Narrative Means to Therapeutic Ends. Gemeinsam mit David Epston. New York: W. W. Norton, 1990. ISBN 0-393-70098-4
- Experience, Contradiction, Narrative and Imagination. Selected papers of David Epston & Michael White, 1989–1991. Adelaide: Dulwich Publ., 1992
- Re-Authoring Lives: Interviews and Essays Adelaide: Dulwich Centre Publications, 1995. ISBN 0-646-22735-1
- Narratives of Therapists' Lives Adelaide: Dulwich Centre Publications, 1997
- Reflections on Narrative Practice Adelaide: Dulwich Centre Publications, 2000
- Narrative Practice and Exotic Lives: Resurrecting diversity in everyday life Adelaide: Dulwich Centre Publications, 2004. ISBN 0-9577929-9-9
- Maps of Narrative Practice. New York: W.W. Norton, 2007

### Deutschsprachige Publikationen
- Die Zähmung der Monster. Gemeinsam mit David Epston. Heidelberg: Carl Auer 1992, 2006 (5. Auflage). ISBN 978-3-89670-528-0
- Therapie als Dekonstruktion. In: Schweizer/Retzer/Fischer (Hg.): Systemische Therapie und Postmoderne. Frankfurt/Main 1992, 39–63